# 伊達輝宗
伊達輝宗（1544年—1585年11月29日）是日本戰國時代的武將、戰國大名。伊達氏第十六代當主，享年42歲。接受幕府將軍第十三代將軍足利義輝偏諱取一輝字而取名為伊達輝宗。正室是最上家第十代當主最上義守之女最上義姬。家中身為次子，由於早年大哥岩城親隆被過繼到岩城家做為繼子，得而繼承伊達家家業。先後與最上氏、蘆名氏、田村氏、後北條氏、織田氏當主交好。

## 生平

### 繼任家督
在天文13年（1544年）9月出生，家中身為次男。因為祖父伊達稙宗與父親伊達晴宗因不和且對立深重，而爆發天文之亂，伊達家內亂時，許多伊達家的盟友蘆名氏、相馬氏、二階堂氏等等投向祖父稙宗方，父親晴宗迎娶岩城家當主岩城重隆之長女久保姬為正室。與其岳父(外祖父)重隆同意將女兒(母親)久保姬嫁給父親晴宗達成政治聯姻，並達成協議約定將父親晴宗的嫡長子(大哥)親隆過繼給外祖父重隆，天文之亂時父親晴宗尋求外祖父重隆幫忙擊敗祖父稙宗，於是長兄親隆成為父親晴宗的岳父岩城重隆的養子，於是輝宗就成為了伊達家第十六代家督。
在天文24年（1555年）3月19日元服，受幕府第十三代將軍足利義輝的偏諱而改名為輝宗。
於永祿7年（1564年）迎娶最上義守的女兒最上義姬（最上義光的妹妹）當時輝宗所派的使者是早有反叛之心的中野宗時，宗時與最上義光、最上義姬密謀假稱義姬已暗戀輝宗數年，所以同意與伊達家政治聯姻，等與輝宗成婚並生下一子後，便趁此時刺殺輝宗並將兒子帶回最上家的陰謀。同年末期繼承家督。義姬夢到獨眼神僧萬海上人托夢，隨即便懷孕於十個月後生下政宗，義姬神僧托夢之境告訴輝宗，義姬便產下一子後，輝宗認為義姬的夢可是吉祥之夢，認為即將出世的孩子預示著伊達家即將興盛，而大喜若望將這迎新來到伊達家的孩子起名"梵天丸"。

### 給愛子最好的教育
永祿十年（1567年）梵天丸出世後，輝宗相信愛子是萬海上人轉世，輝宗便將梵天丸取名為政宗(原本輝宗想將梵天丸取名為昭宗，拜領幕府第十五代將軍足利義昭的昭字)，後來輝宗決定以先祖伊達家第九代家督中興之祖伊達政宗之名(大膳大夫)，亦稱伊達藤次郎政宗，可見輝宗對政宗抱有極大的期望。不惜重金禮聘從京都請來名僧虎哉宗乙為師傅，並命小十郎片倉景綱及堂弟藤五郎伊達成實二人為近侍，後來兩人成為政宗時代的伊達家重臣。

### 統合集權
不過此時家中的實權被已經隱居的晴宗和在天文之亂期間成為家中最大實力者的重臣中野宗時、牧野久仲父子所掌握。因此希望得到家中統治集權的輝宗在永祿13年（1570年）4月，以中野宗時企圖謀反的口實攻陷久仲的居城小松城，此後把中野父子流放。另外輝宗還處罰了沒有幫助自己的家臣小梁川盛宗、白石宗利、宮內宗忠等人。在同年介入義姬的實家最上家中義守、義光父子之間的鬥爭，輝宗出兵支援義守並進攻義光，不過因為義姬以兄弟間為何不講情面，卻要兵戈相見呢請求輝宗退兵而歸還。
此時已掌握家中實權的輝宗提拔鬼庭良直為評定役並加以重用並負責军事要务，而且發現中野宗時的家來遠藤基信的才能而把其召到自己身邊，令基信負責辅弼处理家中的内政外交。以這兩人一文(政治)一武(軍事)為核心的輝宗政權持續執行晴宗的方針，與蘆名氏保持同盟關係，另一方面則調停南奥羽諸侯之間的紛爭。更進一步展開廣大的外交活動，在天正3年（1575年）7月向中央的實力者織田信長贈送鷹等，再命遠藤基信向北條氏政和柴田勝家頻繁地送出書簡和禮物，建築出多方的友好關係。
在天正6年（1578年）因為上杉謙信死去而引發的御館之亂中，輝宗把東南方對相馬家的戰爭總指揮全權一併交給叔父亘理元宗，並基於北條的同盟而與蘆名盛氏一同支援景虎方參戰，不過御館之亂最終由景勝方得到勝利，蘆名、伊達軍沒能夠阻止新發田長敦、重家兄弟的奮鬥。但是在御館之亂後的論功行賞時，新發田勢的軍功被低估，而且希望仲裁的安田顯元更自殺，於是重家在天正9年（1581年）向景勝發動叛亂，輝宗與盛氏的後繼者蘆名盛隆一同支援重家，而柴田勝家亦一同連手介入越後的戰鬥。於是新發田的叛亂就陷入7年的長期戰中。
另一方面，在對相馬氏的戰鬥中，因為相馬盛胤、義胤父子相當善戰，戰局完全沒有好轉，不過在天正7年（1579年）迎娶田村清顯的女兒愛姬成為嫡男政宗的正室來壓迫相馬家，天正10年（1581年）帶領15歲的長男政宗初次上陣，與鄰近東南方大名勢力的相馬家交戰，替政宗凝聚統率家臣向心力。
於天正10年（1582年）向小齋城城主佐藤為信的調略成功的同時，在天正11年（1583年）5月17日終於成功奪回天文之亂以後最重要的要衝丸森城，翌年（1584年）1月11日，攻略金山城（在於寬文7年（1667年）的相馬中村藩士中津幸政編纂的『奧相茶話記』中記載，因為田村清顯在天正11年（1583年）2月的仲介下而決定丸森、金山兩城的返還）。獲得伊具郡全域的輝宗決定停戰，同年5月，以祖父稙宗的隱居領伊具郡為伊達領地，宇多郡為相馬領地，於是雙方達成和解。此時的伊達家恢復稙宗時代的勢力圈（11郡餘），而且更將影響力遍及南奥羽全域。在此時收到盟友柴田勝家在天正11年（1583年）4月的賤岳之戰中被羽柴秀吉擊敗並滅亡的消息，於同年6月5日送給姪子岩城常隆的書狀中，提到秀吉的勢力已經蔓延到東國，希望聯合奥羽的諸大名對抗（在『性山公治家記錄』和『大日本史料』都記載書狀的發出日期是天正11年（1583年）6月5日。另一方面，小林清治的『米澤市史』（1985）則記載是天正10年（1582年））。

### 讓出家督
天正12年（1584年）10月6日，蘆名盛隆因為男色問題而被家臣殺害，輝宗成為出生只有1個月的當主‧盛隆的兒子龜王丸的後見人。另一方面輝宗的正室最上義姬常常多次在輝宗身邊吹枕邊風，想讓輝宗將家督一職讓予次男伊達小次郎伊達政道，其妻義姬害怕政宗智勇兼備是將來滅掉娘家最上家的人，輝宗見識到天文之亂的前例。如果讓位予伊達小次郎，不但打破從古至今的廢長立幼，還有可能會引起長男政宗的不滿，最終可能還會引發兄弟鬩牆 、母子相爭的內亂局面，這是輝宗不願意看見的局面。所以輝宗正在此時做了伊達家很重要的決定把伊達家的家督一職讓予政宗，這樣身為隱居狀態的輝宗，並早早的帶領政宗上戰場有初陣的經驗，讓身為家督一職的政宗培養自己的勢力，這樣在自己死後也無人可動搖政宗家督的地位了，實質上是新家督政宗的背後堅強的後盾，並移居至已修築的舘山城。以後自身專注介入越後方面的事情。而繼任家督的政宗則與上杉景勝講和，並放棄伊達家、蘆名家、最上家共同介入越後的策略，於是蘆名家中開始增大對伊達家的不信任感。
翌年（1585年）春天，響應田村清顯的請求，以清顯向伊達、蘆名方服從為條件，伊達氏命令從田村氏之下獨立的小濱城城主大內定綱返回田村氏的支配下。（田村氏在前年與大內氏鬥爭之際，因為對輝宗的調停方案不服而沒有跟從，於是遭到向大內氏支援的石川昭光、岩城常隆、伊達成實等人攻撃，於是田村氏屈服）而定綱則拒絕返回田村氏的命令，於是政宗在同年4月向大內氏下達討伐命令。定綱向蘆名盛隆的未亡人彦姬（輝宗的妹妹，龜王丸的母親）求助，但是政宗在5月突然侵攻蘆名的領地（關柴合戰），在失敗後再向定綱和定綱的親戚‧二本松城城主畠山義繼加強攻撃。因為政宗這樣激烈地轉換戰略方針，輝宗所建構出的南奥羽外交秩序開始出現破綻。

### 粟之巢之變
同年10月，由於輝宗家督一職讓位予政宗，輝宗一向平穩溫和的作風，由政宗向鄰近大名宣戰進而勇猛出擊，这令二本松城的畠山义继深感不安。于是他拜托辉宗的叔父伊达实元，表达希望能和平共存，而政宗给义继的条件是“留下五个村庄的知行，其余领地一律没收”，作為一方勢力的義繼，若如此則無法支付家臣的俸祿，面对此一苛刻的条件，畠山义继便求助于隐居的辉宗義繼向政宗請求降伏，政宗對義繼顯示出苛烈的態度，向其宣告要大幅削減所領，不過負責調停的輝宗則對政宗的決定表示不滿（義繼向輝宗請求減輕處分），於是政宗亦決定減輕處分。同月8日，義繼為了向負責調停的輝宗表達謝意而前往宮森城（一説是義繼看見在館內磨刀的士兵，於是態度出現變化），突然挾持輝宗返回二本松城。成實景綱等家臣前往追趕義繼，雙方在阿武隈川河畔的安達郡平石村高田相遇。此時輝宗顧忌政宗現在身為家督，不願成為敵人的束縛與威脅，輝宗下令成實開槍打死義繼及自己，成實無奈率領鐵炮隊開火，於是義繼和輝宗都被擊殺（一說是義繼知道自己無路可逃，於是在殺害輝宗後割腹自殺）。享年42歲。關於這次事件，有政宗忌憚輝宗的存在而謀殺輝宗的異説（『青史端紅』，作者高柳光壽）。輝宗的亡骸在壽德寺（現今福島縣福島市的慈德寺）中執行荼毘儀式，並埋葬在資福寺（山形縣高畠町）。輝宗因為溫厚的性格而擁有家臣的人望，遠藤基信等人殉死。

### 死後影響
輝宗的死亡令伊達家與鄰近勢力的關係急遽惡化。特別是佐竹義重更正式開始介入奧州，以石川昭光為首的同盟勢力離反，亦造成同年11月在人取橋之戰的苦戰，於天正15年（1587年）3月在龜王丸死後於蘆名家繼承問題上敗北等，招致許多軍事和外交上的不利，直至天正16年（1588年）的郡山合戰勝利為止，政宗一直處於極之不利的情況。

## 人物逸話
- 相當熱心於嫡男政宗的教育，在元龜3年（1572年），登用從甲斐國前來的快川紹喜的弟子‧臨濟宗的虎哉宗乙禪師，許多有名的儒學者和僧人都被招攬到伊達家的居城米澤城（政宗亦從其他國中召來川村重吉等人），更從家中選出片倉景綱、伊達成實、屋代景賴等許多有名望的年輕家臣輔助政宗。

## 登場作品
- 『獨眼龍政宗』（NHK大河劇，1987年，演員：北大路欣也）